# Фесвитянин

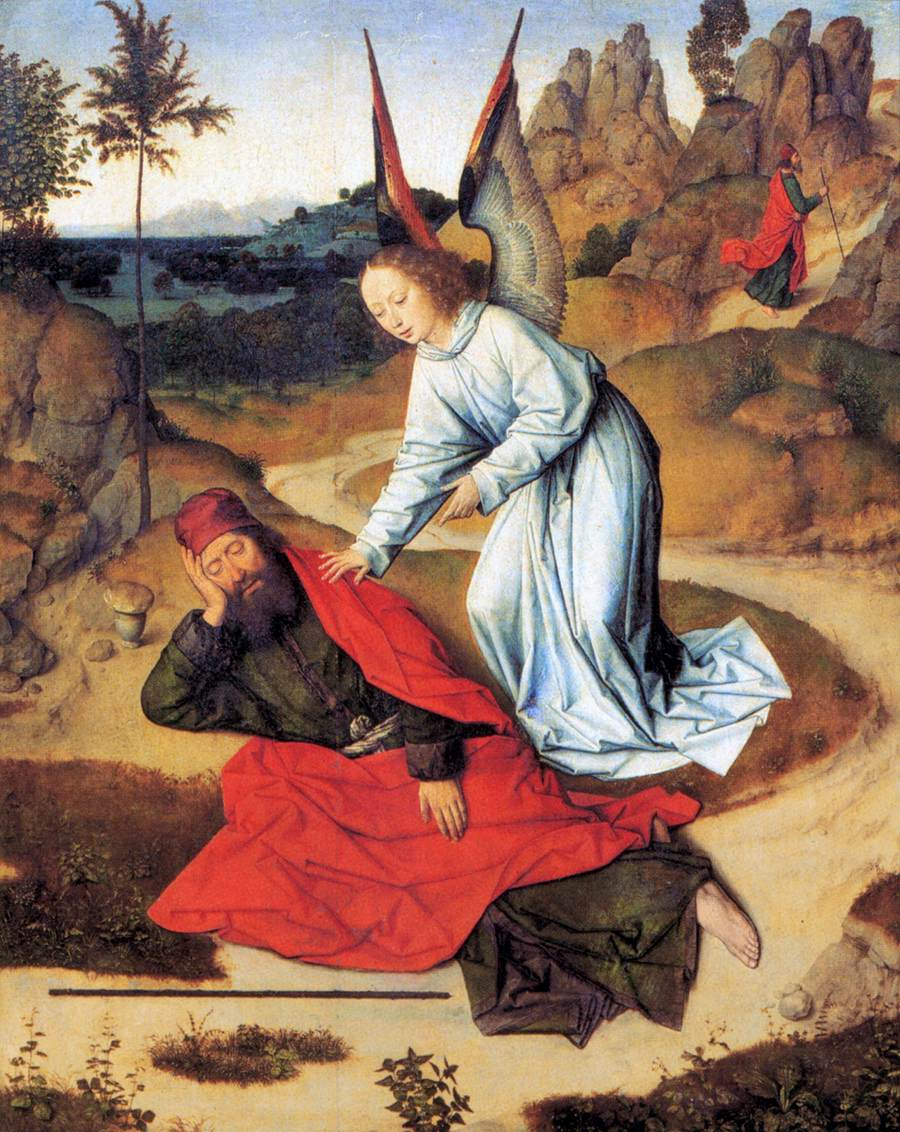
«Тогда Ангел Господень сказал Илии Фесвитянину: встань, пойди…»,
худ. Дирк Баутс, ок. 1464

Фесви́тянин (от др.-евр. ‬слова «плен») — библейское ветхозаветное именование (демо́ним) пророка Илии, вероятно, по месту его отечества — города Фисвы:
«И сказал Илия [пророк], Фесвитянин, из жителей Галаадских, Ахаву: жив Господь Бог Израилев, пред Которым я стою!» (3Цар. 17:1);
«И было слово Господне к Илии Фесвитянину: встань, пойди навстречу Ахаву, царю Израильскому, который в Самарии» (21:17);
«Тогда Ангел Господень сказал Илии Фесвитянину: встань, пойди навстречу посланным от царя Самарийского и скажи им: разве нет Бога в Израиле, что вы идете вопрошать Веельзевула, божество Аккаронское?» (4Цар. 1:3).
Греческий перевод (Септуагинта; III—I в. до н. э.) передал это древнееврейское слово как имя собственное — Фесвитянин; все последующие переводы следовали примеру греков. Однако английские переводчики Библии короля Якова (1611 год) форму слова в 3Цар. 17:1 восприняли как географическое именование: «из города Фисвы, из обитателей…».
Библейский текст говорит, что город Фисва находился в колене Неффалимовом, «по правую сторону Кидия Неффалимова, в Галилее, выше Асира» (Тов. 1:2).